# Леандро Марколини Педрозо де Алмейда
Леандро Марколини Педрозо де Алмейда (порт. Leandro Marcolini Pedroso de Almeida; 19 марта 1982, Сента, Югославия) — венгерский футболист бразильского происхождения, защитник клуба «Ференцварош». В составе сборной Венгрии провёл 16 матчей.

## Клубная карьера
В 1999 году Леандро переехал в Венгрию, где начал карьеру в клубе МТК. В своём первом сезоне он помог команде завоевать Кубок Венгрии. После ухода из МТК Леандро выступал за «Бюк» и «Халадаш». В 2002 году он присоединился к «Ференцварошу» и в его составе выиграл чемпионат, а также дважды завоевал национальный кубок. В 2005 году Леандро съездил в аренду на историческую родину в «Атлетико Паранаэнсе», которому помог выиграть Лигу Паранаэнсе. В 2006 году он подписал контракт с клубом «Дебрецен». В составе новой команде Леандро дважды выиграл чемпионат, а также стал обладателем Кубка и Суперкубка Венгрии.
В начале 2010 года он перешёл в кипрскую «Омонию». 23 января в матче против «Анортосиса» Леандро дебютировал в чемпионате Кипра. 8 мая в поединке против «Анортосиса» он забил свой первый гол за «Омонию». В составе клуба из Никосии Леандро выиграл чемпионат, а также завоевал Кубок и Суперкубок Кипра.
Летом 2015 года он вернулся в «Ференцварош».

## Международная карьера
В семнадцать лет Леандро приехал в Венгрию и после пяти лет принял венгерское гражданство. 1 июня 2004 года в товарищеском матче против сборной Китая он дебютировал за сборную Венгрии.

## Достижения
Командные
 МТК
- Обладатель Кубка Венгрии — 1999/2000

 «Ференцварош»
- Чемпионат Венгрии по футболу — 2003/2004
- Обладатель Кубка Венгрии — 2002/2003
- Обладатель Кубка Венгрии — 2003/2004

 «Атлетико Паранаэнсе»
- Победитель Лиги Паранаэнсе — 2005

 «Дебрецен»
- Чемпионат Венгрии по футболу — 2006/2007
- Чемпионат Венгрии по футболу — 2008/2009
- Обладатель Кубка Венгрии — 2007/2008
- Обладатель Суперкубка Венгрии — 2007
- Обладатель Суперкубка Венгрии — 2008

 «Омония»
- Чемпионат Кипра по футболу — 2009/2010
- Обладатель Кубка Кипра — 2010/2011
- Обладатель Кубка Кипра — 2011/2012
- Обладатель Суперкубка Кипра — 2010
- Обладатель Суперкубка Кипра — 2012